# گمینا لاندک-زدروی
گمینا لاندک-زدروی (به لهستانی:  Gmina Lądek-Zdrój) یک گمینا در لهستان است که در شهرستان کووزکو واقع شده‌است. گمینا لاندک-زدروی ۱۱۷٫۴ کیلومتر مربع مساحت و ۸٬۷۸۱ نفر جمعیت دارد.